# جبرائيل
جبرائيل (بالعبرية: גַּבְרִיאֵל، باللاتينية: Gabrielus، باليونانية: Γαβριήλ، بالعربية: جبريل، أو جبرائيل). ومعنى اسم جبرائيل بالعبرية والأرامية «رجل الله»، أو «قوة الله» أو «جبروت الله» أو أن الله أظهر ذاته قادرا وقويًا وبعبارة أخرى إن جبرائيل هو رجل الله الذي تظهر فيه وبه قوة الله وقدرته، أو أنه رجل الله الذي يعلن به الله قوته وقدرته للعالمين. كان هو والملاك ميكائيل الذين وقفوا حراس على أبواب الجنة لمنع عودته بعد أن أخطا. ويعد جبرائيل من روؤساء الملائكة.
ووفقًا لإنجيل لوقا فإن جبرائيل أوحى لزكريا الكاهن بميلاد ابنه يوحنا المعمدان من زوجته أليصابات العاقر، كما بشّر قريبتها مريم العذراء بميلاد المسيح.
وزيارة جبرائيل لمريم تعرف أيضًا بالبشارة وهو عيد تحتفل به الكنيسة الأرثوذكسية الشرقية والكاثوليكية يوم 25 مارس. ميخائيل هو الأول، وجبرائيل أو غبريال هو الثاني.
وبشارة الملاك جبرائيل للعذراء مريم كانت من أكثر المواد التي تناولها الفن المسيحي منذ القدم في اللوحات المرسومة والأيقونات المسيحية، مثل اللوحة التي رسمها ليوناردو دا فنشي.

## نبذة
الملاك جبرائيل أو غبريال هو أحد رؤساء الملائكة السبعة الواقفين أمام الله في السماء وبالقرب من عرشه الإلهي، يخدمونه، ويسجدون أمامه، ويعملون بكلمته عند سماع صوت جلاله، يأمرهم بتنفيذ إرادته ومقاصده. ويجيء اسم جبرائيل أو غبريال في الكتاب المقدس، وفي كتب الكنيسة، الثاني في الترتيب بعد رئيس الملائكة ميخائيل جاء في ذكصولوجية السمائيين من كتاب الأبصلمودية السنوية قوله: سبعة رؤساء الملائكة وقوف يسبحون أمام القادر على كل شيء يخدمون السر الخفي:
ميخائيل هو الأول، وجبرائيل وغبريال هو الثاني. هؤلاء المنيرون العظماء الأطهار يطلبون من الله عن الخليقة. . .
ولقد قال الملاك جبرائيل عن نفسه في حديثه مع زكريا رئيس الكهنة والد النبي يوحنا المعمدان، وهو يصف شرف مهمته وكرامة وظيفته أنا جبرائيل الواقف أمام الله، وهو ما يتفق تماما مع ما قاله الملاك رافائيل لطوبيا أنا رافائيل الملاك أحد السبعة الواقفين أمام الله ومع ما جاء في سفر الجليان - الرؤيا للقديس يوحنا الحبيب اللاهوتي 1:4، 4:5.
وحسب الدين الإسلامي جبرائيل وهو كذلك جبريل أمين وحي السماء والمبعوث إلى الرسول محمد بن عبد الله.

## جبرائيل في الإنجيل
1. -ذكر اسم الملاك جبرائيل في سفر دانيال النبي جاء الملاك إلى دانيال يفسر له الرؤيا التي رآها عند نهر أولاي. يقول النبي وكان لما رأيت أنا دانيال هذه الرؤيا والتمست بيانها إذا بشبه إنسان قد وقف قبالتي وسمعت صوت إنسان من وسط أولاي، فنادي وقال: ياجبرائيل، فهم هذا الرجل الرؤيا. فجاء إلى حيث وقفت فلما أتي أرتعبت، وخررت على وجهي. فقال لي: افهم يا ابن آدم، فإن الرؤيا تتم في الوقت المحدود. إذكان يتكلم معي كنت مسبخا على وجهي إلى الأرض، فلمسني وأوقفني على مقامي، وقال: هآنذا أعلمك بما سيكون في آخر السخط فإنه يتم في الميعاد المحدود. دانيال8:15-19. ولابد أن يكون الأمر الصادر إلى جبرائيل الملاك لتفسير الرؤيا لدانيال، هو من المسيح قبل التجسد، لأنه ظهر له في شبه إنسان وكان هذا إرهاصا وتمهيدا للتجسد الحقيقي الكامل الذي تم في ملء الزمان، وفي العهد الجديد.
2. - والمرة الثانية التي يرد فيها اسم الملاك جبرائيل هي في سفر دانيال أيضا. يقول النبي وبينما كنت أتكلم وأصلي وأعترف بخطيئتي وخطيئة شعبي إسرائيل وأطرح تضرعي أمام الرب إلهي. . لأجل جبل قدس إلهي. . . إذا بالرجل جبرائيل الذي رأيته في الرؤيا عند البداءة قد طار سريعا ولمسني في وقت تقدمة المساء وفهمني، وتكلم معي، وقال: يادانيال إني خرجت الآن لأعلمك فتفهم. دانيال9:22، 20. ثم أنبأه عن مجيء المسيح الفادي، وتتميم الفداء والخلاص وعن خراب الهيكل والقدسفي ابتداء تضرعاتك خرج الأمر وأنا جئت لأخبرك لأنك أنت محبوب. فتأمل الكلمة وافهم الرؤيا. إن سبعين أسبوعا حددت على شعبك وعلى مدينة قدسك لإفناء المعصية وإزالة الخطيئة وتكفير الإثم والإتيان بالبر الأبدي واختتام الرؤيا، والنبوءة ومسح قدوس القدوسين، فاعلم وافهم إنه من صدور الأمر بإعادة بناء أورشليم إلى المسيح الرئيس سبعة أسابيع واثنان وستون أسبوعا فتعود تبني السوق والسور في ضيق الأوقات. وبعد الأسابيع الاثنين والستين يقتل المسيح، والشعب الذي ينكره لايكون له، وشعب رئيس آت يدمر المدينة والقدس، دانيال 9:23-27.
3. -مع النبي دانيال. ومرة أخرى يجيء الملاك جبرائيل إلى النبي دانيال وهو في خلوة روحية على شاطيء نهر دجلة، ويبشره باستجابة صلواته وأصوامه، وينبئه بما سيكون في آخر الأيام. دانيال10:10-14.

في كل تلك المرات كان جبرائيل يحمل بشارة إلى النبي دانيال. وكذلك صنع في العهد الجديد، فهو بعينه الذي حمل إلى زكريا الكاهن بشري استجابة صلواته، لاتخف يا زكريا، فإن دعاءك قد استجيب، وزوجتك أليصابات ستحبل وتلد لك ابنا فتسميه يوحنا، وتفرح وتبتهج كما يفرح كثيرون بميلاده. لوقا 1:14، 13. وعرفه بنفسه وقال له: أنا جبرائيل الواقف أمام الله. وقد أرسلت لأكلمك وأبشرك بهذا. لوقا1:19.
1. - وفي تقليد الكنائس الرسولية في الشرق والغرب أن الملاك جبرائيل هو الذي نقل بيديه حبقوق النبي من أرض إسرائيل وتخوم الناصرة إلى عند دانيال النبي وهو في أسفلبئر السباعالكاسرة في أرض الكلدانيين وكان حبقوق النبي في أرض يهوذا، وكان قد طبخ طبيخا وثرد خبزا في جفنة وانطلق إلى الصحراء ليحمله للحصادين. فقال ملاك الرب لحبقوق احمل الغذاء الذي معك إلى بابل إلى دانيال في جب الأسود فقال حبقوق أيها السيد إني لم أر بابل قط ولا أعرف الجب. فأخذ ملاك الرب بجمته وحمله بشعر رأسه ووضعه في بابل عند الجب باندفاع روحه. فنادي حبقوق قائلا يادانيال يادانيال خذ الغذاء الذي أرسله لك الله. فقال دانيال اللهم لقد ذكرتني ولم تخذل الذين يحبونك. وقال دانيال وأكل ورد ملاك الرب حبقوق من ساعته إلى موضعه دانيال 14:32-38.
2. - وهو بعينه الملاك جبرائيل الذي بشر العذراء مريم بتجسد الله الكلمة منها وفي الشهر السادس أرسل الملاك جبرائيل من الله إلى مدينة في الجليل تسمي الناصرة، إلى عذراء مخطوبة لرجل من بيت داود اسمه يوسف، وكان اسم العذراء مريم. فدخل الملاك إليها وقال لها: السلام لك أيتها الممتلئة نعمة. الرب معك. مباركة أنت في النساء. فلما رأته اضطربت من قوله. . فقال الملاك لها: لا تخافي يامريم لأنك قد نلت نعمة عند الله. وها أنت ستحبلين وتلدين ابنا تسمينه يسوع، وسيكون عظيما، وابن العلي يدعي وسيعطيه الرب الإله عرش داود أبيه، فيملك علي بيت يعقوب إلى الأبد ولن يكون لملكه انقضاء. . ولذلك فإن القدوس الذي سيولد منك يدعي ابن الله. لوقا1:26-35.

هكذا عرف عن الملاك جبرائيل أو غبرائيل أنه الملاك المبشر بالأخبار المفرحة.

## في التقليد الكنسي

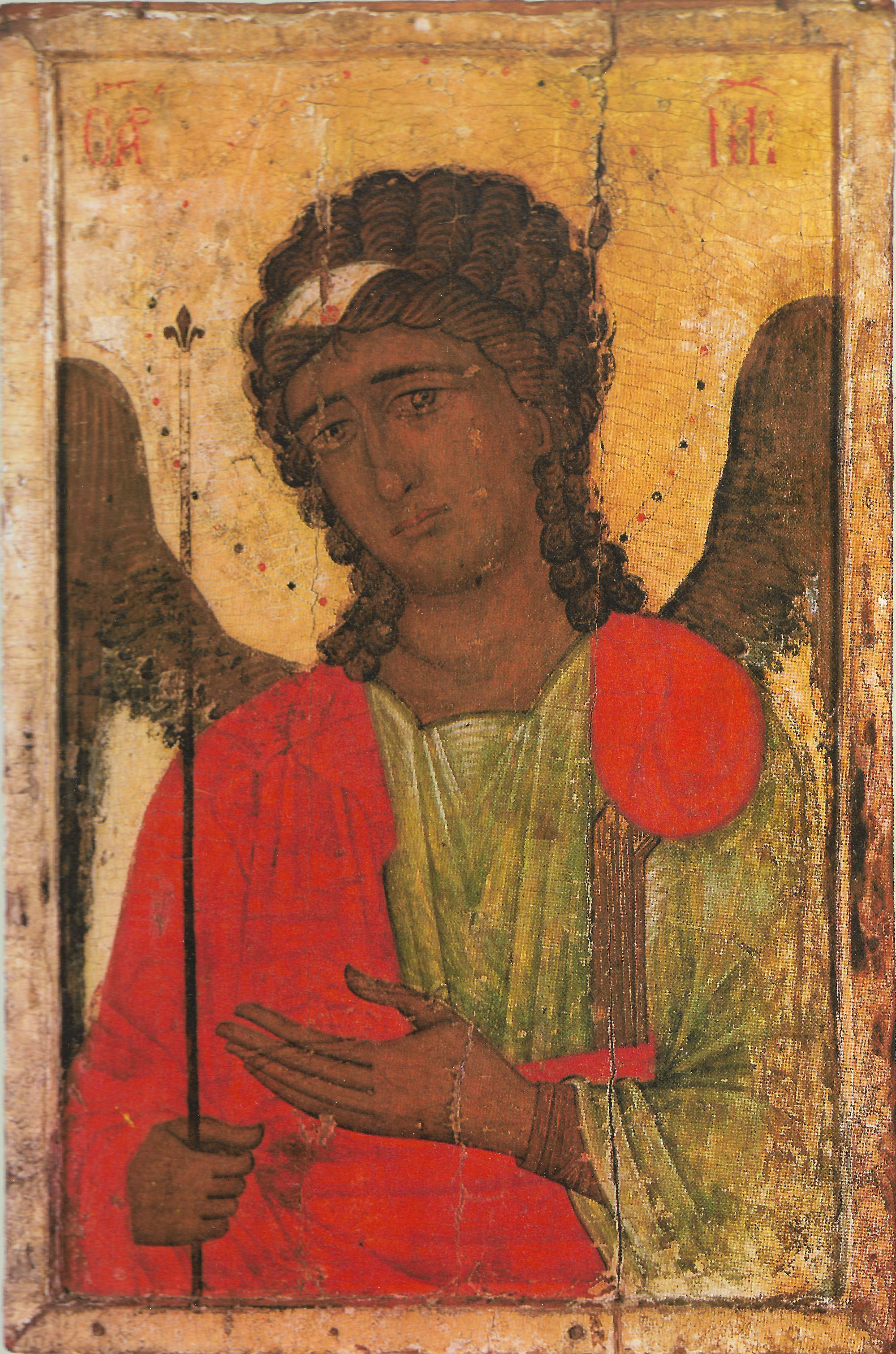
رئيس الملائكة جبرائيل حسب أيقونة أرثوذكسية.

وفي تقليد الكنائس الرسولية، في الشرق والغرب، أن الملاك جبرائيل هو الذي ظهر للمجوس في بلاد المشرق عند ميلاد المسيح يسوع وأوحي إليهم بسر النجم والذي أشرق عليهم، وهو الذي قادهم وسار معهم، فجاءوا من المشرق إلى أورشليم قائلين أين هو المولود ملك اليهود، فإننا رأينا نجمه في المشرق وأتينا لنسجد لهوكان يتقدمهم حتى جاء ووقف فوق الموضع الذي كان فيه المسيح يسوع في بيت لحم. وأيضا أن جبرائيل هو الملاك الذي بشر الرعاة بمولد السيد المسيح. وكان في تلك الناحية رعاة بالبادية يتناوبون السهر بالليل في حراسة قطعانهم. وإذا بملاك الرب يظهر فجأة قبالتهم، ومجد الرب يضيء من حولهم، فارتعبوا ارتعابا شديدا، فقال الملاك لهم: لاتخافوا فها أنذا أبشركم بفرح عظيم يكون لجميع الشعب، إذ ولد لكم اليوم في مدينة داود مخلص هو المسيح الرب، وإليكم هذه العلامة: إنكم ستجدون الطفل مقمطا ومضجعا في مذودثم ظهرت بغته مع الملاك كوكبة من جند السماء يسبحون الله قائلين: المجد لله في الأعالي، وعلى الأرض السلام وبالناس مسرته. لوقا 2:8-14.
وجاء في كتاب التماجيدالمستخدم في الكنيسة القبطية عن الملاك جبرائيل أو غبريال في ذكصولوجية آدام:
هذا القوي حقا رئيس الملائكة غبريالهو الذي بشر الرعاة في الحقل قائلا: قد ولد لكم اليوم في مدينة داود مخلص هو المسيح الرب.
وجاء في كتاب الدفن، ارتحت اليوم السادس والعشرين من شهر بؤونة: غبريال=جبرائيل هو الذي بشر الرعاة في الحقل قائلا: لاتخافوا فها أنا ذا أبشركم بفرح عظيم يكون لجميع الشعب إذ ولد لكم اليوم في مدينة داود مخلص هو المسيح الرب. وإليكم هذه العلامة: إنكم ستجدون الطفل مقمطا ومضجعا في مذود. ثم إن الملاك جبرائيل هو الذي أمر المجوس بعد أن سجدوا للمسيح المولود وقدموا له هداياهم، أن لايرجعوا إلى هيرودس الملك، فقد كان هيرودس أوصاهم قائلاذهبوا وابحثوا عن الصبي بتدقيق فإذا وجدتموه فأخبروني لكي أتي‌أنا أيضا وأسجد له يقول الإنجيل ثم أوحي إليهم في حلم ألا يرجعوا إلى هيرودس، فانصرفوا من طريق آخر إلى بلادهممتي2:12.
وكذلك الملاك جبرائيل هو الملاك الذي بشر يواكيم والد العذراء مريم بأن حنة أمرأته ستحبل وتلد ابنة يكون منها خلاص العالم السنكسار تحت اليوم السابع من شهر مسري القبطي.
وأول ما يرد اسم الملاك جبرائيل هو في سفر دانيال النبي جاء الملاك إلى دانيال يفسر له الرؤيا التي رآها عند نهر أولاي. يقول النبي وكان لما رأيت أنا دانيال هذه الرؤيا والتمست بيانها إذا بشبه إنسان قد وقف قبالتي وسمعت صوت إنسان من وسط أولاي، فنادي وقال: ياجبرائيل، فهم هذا الرجل الرؤيا. فجاء إلى حيث وقفت فلما أتي أرتعبت، وخررت على وجهي. فقال لي: افهم يا ابن آدم، فإن الرؤيا تتم في الوقت المحدود. إذكان يتكلم معي كنت مسبخا على وجهي إلى الأرض، فلمسني وأوقفني على مقامي، وقال: هآنذا أعلمك بما سيكون في آخر السخط فإنه يتم في الميعاد المحدود. دانيال 8:15-19. ولابد أن يكون الأمر الصادر إلى جبرائيل‌ الملاك لتفسير الرؤيا لدانيال.
والمرة الثانية التي يرد فيها اسم الملاك جبرائيل هي في سفر دانيال أيضا. يقول النبي وبينما كنت أتكلم وأصلي وأعترف بخطيئتي وخطيئة شعبي إسرائيل وأطرح تضرعي أمام الرب إلهي. . لأجل جبل قدس إلهي. إذا بالرجل جبرائيل الذي رأيته في الرؤيا عند البداءة قد طار سريعا ولمسني في وقت تقدمة المساء وفهمني، وتكلم معي، وقال: يادانيال إني خرجت الآن لأعلمك فتفهم. (دانيال 9:22، 20). ثم أنبأه عن مجيء المسيح، وتتميم الفداء والخلاص وعن خراب الهيكل والقدس في ابتداء تضرعاتك خرج الأمر وأنا جئت لأخبرك لأنك أنت محبوب. فتأمل الكلمة وافهم الرؤيا. إن سبعين أسبوعا حددت على شعبك وعلى مدينة قدسك لإفناء المعصية وإزالة الخطيئة وتكفير الإثم والإتيان بالبر الأبدي واختتام الرؤيا، والنبوءة ومسح قدوس القدوسين، فاعلم وافهم إنه من صدور الأمر بإعادة بناء أورشليم إلى المسيح الرئيس سبعة أسابيع واثنان وستون أسبوعا فتعود تبني السوق والسور في ضيق الأوقات. وبعد الأسابيع الاثنين والستين يقتل المسيح، والشعب الذي ينكره لايكون له، وشعب رئيس آت يدمر المدينة والقدس، (دانيال 9:23-27).
ومرة أخرى يجيء الملاك جبرائيل إلى النبي دانيال وهو في خلوة روحية على شاطيء نهر دجلة، ويبشره باستجابة صلواته وأصوامه، وينبئه بما سيكون في آخر الأيام (دانيال 10:10-14).
في كل تلك المرات كان جبرائيل يحمل بشارة إلى النبي دانيال. وكذلك صنع في العهد الجديد، فهو بعينه الذي حمل إلى زكريا الكاهن بشري استجابة صلواتهلاتخف يا زكريا، فإن دعاءك قد استجيب، وزوجتك أليصابات ستحبل وتلد لك ابنا فتسميه يوحنا، وتفرح وتبتهج كما يفرح كثيرون بميلاده. (لوقا1:14، 13). وعرفه بنفسه وقال له: أنا جبرائيل الواقف أمام الله. وقد أرسلت لأكلمك وأبشرك بهذا لوقا 1:19.
وفي تقليد الكنائس الرسولية في الشرق والغرب، أن الملاك جبرائيل أو غبريال هو الذي رافق المسيح له في طفولته خادما له، ورافق العائلة المقدسة في رحلتها إلى مصر، وعودتها منها إلى فلسطين، وهو الذي كان يظهر للقديس يوسف البار في أحلامه، فهو الذي أمره بأن يذهب بالطفل الإلهي إلى مصر، إذا ملاك الرب قد ظهر ليوسف في حلم قائلا: قم وخذ الصبي وأمه واهرب إلى مصر وامكث هناك حتي أقول لكمتي2:13 وهو الذي أمره بالعودة من مصرفلما مات هيرودس، إذا ملاك الرب يظهر في حلم ليوسف في مصر قائلاقم وخذ الصبي وأمه واذهب إلى أرض إسرائيل، فقد مات الذين كانوا يبتغون قتل الصبي. ولكنه حين سمع أن أرخلاوس قد ملك على إقليم اليهودية مكان هيرودس أبيه، خاف أن يذهب إلى هناك. ثم أوحي إليه في حلم، فمضي إلى نواحي الجليل وجاء وسكن في مدينة تدعي الناصرة (متي 2:19-32).
وأيضا أن الملاك جبرائيل أو غبريال هو بعينه الملاك الذي ظهر للمسيح في بستان جثسيماني أثناء صراعه وآلامه وكان يقول له: لك القوةلوقا22:43.
وهو بعينه الملاك جبرائيل الذي أنقذ دانيال النبي من جب الأسود وسد أفواهها فلم تؤذه: فأجاب دانيال الملك أيها الملك حييت إلى الأبد. إن إلهي أرسل ملاكه فسد أفواه الأسود فلم تؤذني لأني وجدت بريئا أمامه وأمامك أيضا أيها الملك، لم أصنع سوءادانيال 6:22، 21.
في التقليد اليهودي، كما جاء في الترجوم-وهو الترجمة الأرامية للتوراة مع تفسير لها كما كانوا يقرأونها في المجامع اليهودية في زمن الهيكل الثاني وما بعد ذلك-أن الملاك جبرائيل هو الرجل الذي قاد يوسف إلى إخوته عندما أرسله أبوه يعقوب ليسأل عن سلامته. (التكوين 37:13-17). وإن الملاك جبرائيل قد اشترك مع رئيس الملائكة ميخائيل في دفن جسد موسي وإخفائه عن بني إسرائيل (التثنية 34:6)، وأن الملاك جبرائيل هو الملاك الذي أرسله الرب فضرب من جيش سنحاريب ملك أشور مائة وخمسة وثمانين ألفا من جنوده. (الملوك الثاني 19:35). (الأيام الثاني 32:21) (إشعياء 37:36).
وفي التقليد أيضا أن الملاك جبرائيل هو أحد الملاكين الذين كانا مع الرب في ضيافة إبراهيم الخليل، عندما تجلي له الرب في بلوطات ممرا وأما الملاك الآخر فكان ميخائيل (التكوين18:1-33)، (العبرانيين 13:2). ثم ذهب الاثنان بعد ذلك، أعني ميخائيل وجبرائيل إلى النبي لوط في سدوم وأنقذاه هو وأسرته من الهلاك الذي حل بسدوم وعمورة (التكوين 19:1-22).
وفي بعض المصادر الكنسية يرد عن الملاك جبرائيل أنه هو ملاك الرب الذي كلم فيلبس الشماس وقال له قم اذهب نحو الجنوب في الطريق المنحدرة من أورشليم إلى غزة حيث التقي الوزير الحبشي، وتعمد بعدها. (أعمال الرسل 8:26-40).
وجاء في الميمرالذي يقرأ في اليوم السادس والعشرين من شهر بؤونة، وهو عيد تأسيس كنيسة الملاك جبرائيل بجبل النقلون بالفيوم في مصر، إن الملاك جبرائيل كان أحد الملاكين الذين ظهرا للنسوة عند قبر المخلص بثياب براقة. (لوقا 24:1-6). (يوحنا 20:11-13).

## أوصافه
وصف رئيس الملائكة جبرائيل، في كتب الكنيسة وتواليف الآباء، بأنه ملاك السلام، وملاك البشارة المفرحة، وملاك الولادة، وملاك الحياة، وملاك الفرح، ملاك الوشائج العائلية الرقيقة، وملاك الصبوة البريئة والشباب الطاهر، وملاك العذراوية والبتولية. . ويصوره الفنانون الكنسيون عادة يحمل زنبقة، كرمز له، كما يصورونه يحمل صولجانا ومعه درج أي لفيفة من الرق أو ورق البردي مكتوبة عليه هذه العبارة كشعار له: سلام يا مريم الممتلئة نعمة. وتصفه المصادر الكنسية بأنه الملاك الروحاني والخادم الملتهب نارا، الواقف أمام الرب القادر على كل شيء يسأل في جنس البشر كل حين. ويعتبر شفيعا خاصا للعذاري والمتبتلين وللراغبين في تكريس ذواتهم لله، وحاميا للأمومة والطفولة، ومعينا للباحثين عن الحق والعاملين من أجل الحق، ومغيثا للوعاظ والمعلمين، للخطباء والشعراء ولكل خدام الحق والفن، ولسفراء الدول، ولقادة الشعوب في البرلمانات والحكومات وسائر النشاطات الإنسانية والاجتماعية.

## عيده في الكنيسة القبطية
يحتفل في الملاك جبرائيل في الكنيسة القبطية في الثالث عشر من شهر هاتور القبطي (نوفمبر)، ويحتفل به الروم الأرثوذكس في يوم 26 من آذار\مارس.

## الوظيفة

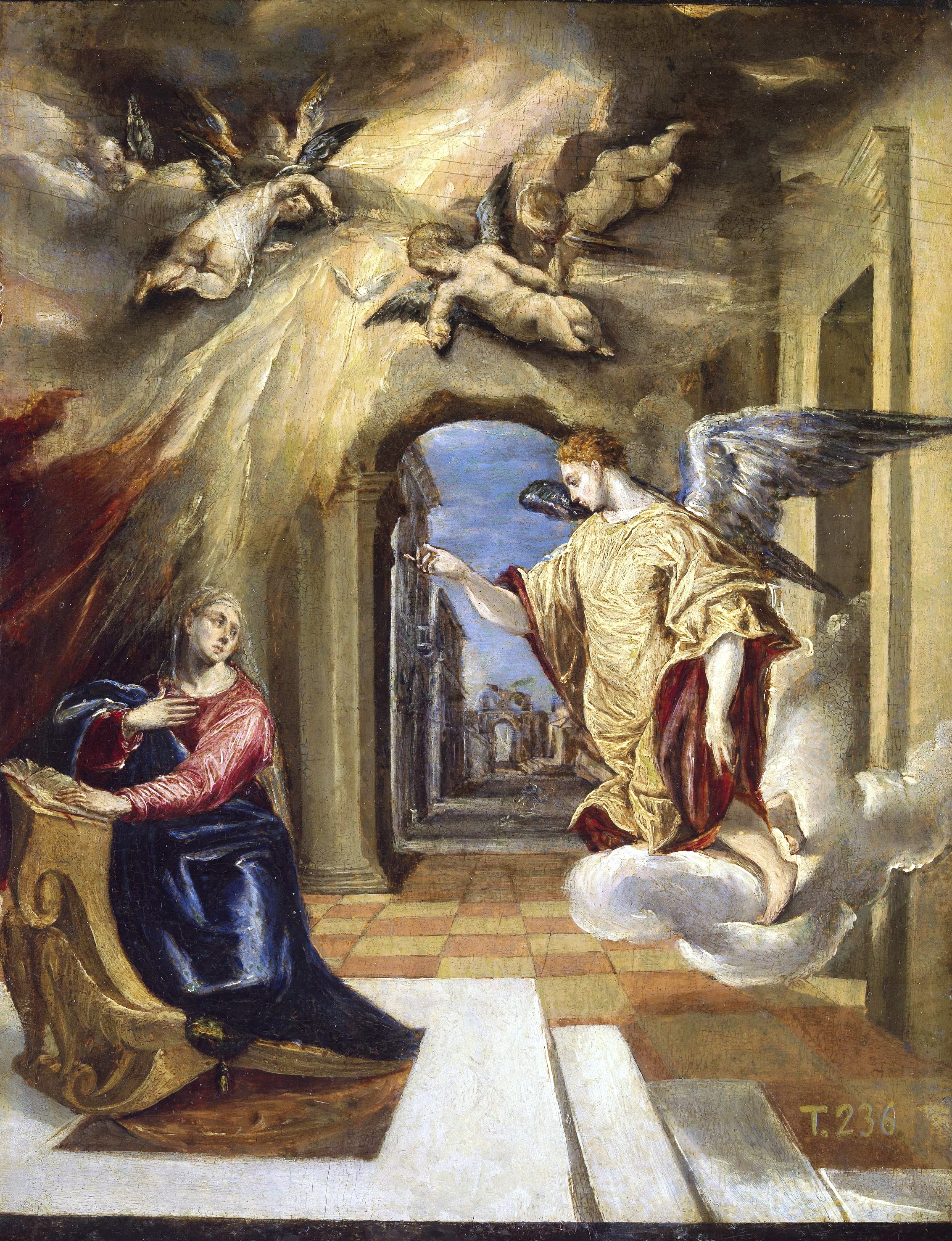
بشارة جبرائيل للعذراء مريم (متحف ديل برادو).

الملائكة حسب أغلب الديانات هي التي تقوم بخدمة الله. وهم في نفس الوقت يرسلون من قبل الله ليعملوا مع المؤمنين في خدمة الخلاص، لذلك يقول الرسول في رسالته إلى العبرانيين: أنهم أرواح ترسل للخدمة لأجل العتيدين أن يرثوا الخلاص. كما يقول أيضا. الجاعل ملائكته أرواحا وخدامه لهيب ناروهذا يدل على أن الملائكة خدام من نار، وأنهم كائنات راقية سامية عالية أعلى من مستوي البشر، لأن أرواحهم اسمي من أرواح البشر وأكثر لمعانا وأعظم بهاء واقتدارا، وأنهم أقوياء وقادرون على أن يعملوا شيئا عظيما بحسب إرادة الله المقدسة التي يحملونها.
هؤلاء الملائكة أرواح ناطقة عاقلة حرة خالدة لها إرادة خيرة، لأنها إرادة الله الذي يرسلهم للخلاص، وتاريخ البشرية حافل بتدخلات الملائكة، منذ اليوم الذي فيه خلق الإنسان، بل قبل أن يخلق الإنسان خلقت الملائكة. إنها خلقت في اليوم الأول الذي صنع الله فيه النور، ومن النور خلقت الملائكة قبل أن يخلق الإنسان في اليوم السادس. وحينما طرد الإنسان الأول من جنة عدن أقام الله لهيب سيف متقلب مع الكاروبيم لحراسة طريق شجرة الحياة. هذا الكائن الملتهب بالنار نقرأ عنه أيضا في سفر حزقيال الأصحاح الأول، حينما يتكلم حزقيال النبي عن رؤيا في السماء، حيث رأي الملائكة الذين يسمون بالكاروبيم أو بالشيروبيم وهم حملة العرش الإلهي الذين يحملون عرش الله، هؤلاء الكاروبيم رآهم حزقيال النبي أنهم من نور ونار ملتهبة تبرق لمعانا، وهذا يدل على طبيعة الملائكة إنها تبرق لمعانا وإنها إبهي من كل تصور وإبهي من كل نور، لدرجة أن يوحنا الرائي يتكلم عن أحد الملائكة الذين رآهم، كما دون ذلك في سفر الرؤيا، أن الأرض كلها استضاءت بنوره، ملاك واحد أضاء الأرض كلها، وهذا يدل على ما للملائكة من لمعان ومن بهاء ومن نور، أقوي من كل نور آخر، وهذا يدلنا أيضا على أن الملائكة بطبيعتهم اسمي من طبيعة البشر. وفي سفر الملوك الثاني نقرأ قصة إيليا النبي الذي اختطفت إلى السماء: وإذا مركبة من نار وخيل من نار اختطف إيليا، وصعدت به في العاصفة إلى السماء، ورأي أليشع النبي هذا المنظر الرهيب وصرخ يقول: أبي يا أبي يامركبة إسرائيل وفرسانها. وأليشع النبي نفسه، في يوم ما أراد ملك آرام أن يختطفه، لأنه كان يعلم أن أليشع النبي يخبر ملك إسرائيل بالأمور التي كان ملك ارام يفكر فيها وهو في مخدع فراشه، فلما علم بذلك أرسل جنودا كثيرين وجيشا عظيما ليأتوا بأليشع وكان أليشع راهبا يسكن الجبال، فلما رأي تلميذه جيحزي هذا الجيش الكبير من الجند فزع جدا، وذهب إلى معلمه وقال له: يامعلمي إن الجبل محاط بجيوش كثيرة وبمركبات ومحاط بآلاف وربوات الألوف من العسكر يريدونك أن تنزل معهم. أما أليشع فقال: يا ابني اطمئن فإن الذين معنا أكثر من الذين علينا ولكي يطمئنه بالأكثر رفع عينيه إلى السماء وقال: يارب افتح عيني الغلام فيبصر. ففتح الرب عيني الغلام جيحزي فأبصر الجبل محوطا بالملائكة ورؤساء الملائكة، فصرخ وقال يامعلمي إن الذين معنا أكثر من الذين علينا لم يكن أليشع مغمض العينين وإنما كان مفتوح القلب والعينين، فأبصر الملائكة ورؤساء الملائكة من حوله يدافعون عنه، ولكنه صلي من أجل جيحزي لكي يبصر جيحزي لأن عينيه كانت مغلقتين فقالافتح يارب عيني الغلام فيبصروهذا تعبير معناه أن أليشع كان يري الملائكة ورؤساء الملائكة، ولكنه صلي من أجل جيحزي لكي يري المنظر الذي يراه هو، فنظر هؤلاء الملائكة كما يروي سفر الملوك الثاني، رآهم من نار.

## ملاك الميلاد وملاك القيامة
يقول الإنجيل أيضا في العهد الجديد، بالنسبة للملاك الذي أرسل ليبشر الرعاة الذين في البادية أو البرية يسهرون على غنم رعيتهم، في ليلة ميلاد يسوع المسيح ملاك الرب ظهر لهم ونجم الرب أضاء حولهم فخافوا خوفا عظيما جدا، ملاك واحد أضاء البيداء، أضاء الصحراء، أضاء الظلماء التي كانت تحيط بالرعاة. مجد الرب أضاء حولهم فخافوا خوفا عظيما جدا كما يقول الكتاب. إن منظر الملاك عظيم، منظره بهيج يستطيع واحد أن يضيء الأرض بأسرها.
وهكذا يروي الإنجيل أيضا عن ملاك القيامة الذي نزل من السماء فحدثت زلزلة عظيمة، لأن ملاك الرب نزل من السماء ودحرج الحجر عن فم القبر. . ومن روعته خاف الحراس وارتعدوا وصاروا كأموات، انظرواتعبير الكتاب عن عظمة الملاك، أنه حينما نزل فبنزوله حدثت زلزلة عظيمة ونوره أضاء، ومن روعته ارتعد الحراس وصاروا كأموات. ولما رأته النسوة لم يستطعن أن يتطلعن إليه فكن منكسات بوجوههن. يعني أنهن كن غير قادرات أن يتطلعن إليه من شدة بهائه، فكانت النسوة منكسات بوجوههن.
من هنا نفهم أن الملائكة كائنات روحية عالية سامية راقية اسمي من الإنسان وأشد لمعانا وأبهي نورا. والملائكة حسب الإنجيل أعظم قوة واقتدارا، لأن ملاكا واحدا يستطيع أن يصنع عملا عظيما، ملاك واحد قتل في ليلة واحدة مئة ألف وخمسة وثمانين ألف رجل من جيش سنحاريب ملك آشور (حسب ما جاء التوراة). وملاك واحد هو الذي خرج في نصف الليل، وضرب جميع الأبكار من بكر الملك الجالس على عرشه إلى بكر الأسير الذي في السجن. كل هؤلاء قتلهم ملاك واحد في ليلة واحدة بل في زمن قصير من تلك الليلة بعد نصف الليل، ملاك واحد استطاع أن يصنع هذا العمل الكبير، مما يدلنا على عظمة الملائكة، وعلى قدرتهم، وأيضا على سرعتهم ونشاطهم. فالملاك لايحتاج في انتقاله أبدا إلى زمان.
إن الملاك حسب الروايات والمعتقدات سريع جدا وهو في غير حاجة أن يكون محيطا بالشخص طوال الوقت، ولكنه أيضا معين لحراسته. ففي أي وقت، في أية ثانية، في أية لحظة وهي أقل من الثانية، يحتاج الطفل أو الإنسان المحوط بحراسة الملائكة إلى معونة خاصة، ينزل الملاك في أقل من لحظة بسرعة البرق، وأسرع من كل ما نتصوره من اختراعات لمعونته وإغاثته.
يقول الوحي: يوصي ملائكته بك لكي يحفظوك في سائر طرقك وعلى أيديهم يحملونك لئلا تعثر بحجر رجلك.
فقبل أن تنقلب رجل الإنسان وقبل أن تعثر القدم، يكون الملاك قد هبط في أقل من ثانية إلى الأرض، ليسند رجل الإنسان أو قدمه، حتي لاتصطدم بالحجر. فالملاك ينزل لكي يكون في خدمة الإنسان الذي هو مسئول عن حراسته.
ومخلصنا الصالح حينما تكلم عن الشيطان وعن سقوطه من السماء، والشيطان كما تعلمون كان ملاكا، بل كان من رؤساء الملائكة.
يقول مخلصنارأيت الشيطان ساقطا مثل البرق من السماء وذلك عندما حدثت الحرب بينه وبين رئيس الملائكة ميخائيل، وأسقطه ميخائيل رئيس الملائكة إلى الأرض. سقط الشيطان كالبرق كما يقول مخلصنا، مما يدل على السرعة التي لطغمة الملائكة سواء أكانوا أخيارا أم أشرارا فإنهم ينتقلون بسرعة البرق، بل أسرع من البرق، وهذا كله نظرا لطبيعتهم الروحانية الفذة التي لايجاريهم فيها كائن آخر على الأرض أو في السماء.

## أجسام الملائكة
تعتقد الديانات أن للملائكة أجساما، ولكنها أجسام لطيفة تختلف عن أجسامنا الكثيفة، أجسام هي تلك الأجسام التي سماها الرسول بولس أجسام سماوية ومن الأجساد أجساد سماوية وأجساد أرضية.

## معرض صور

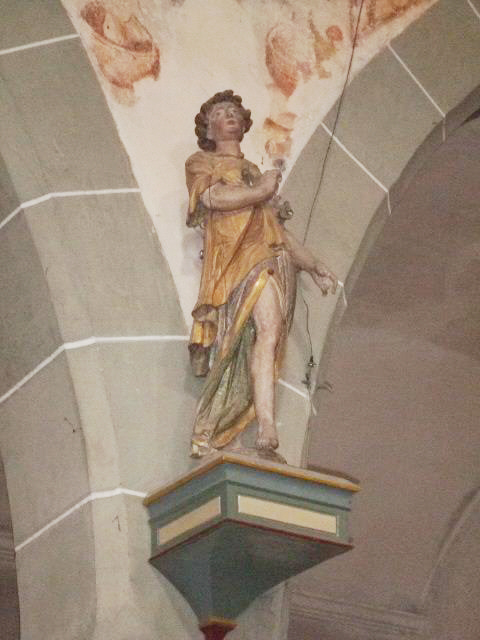
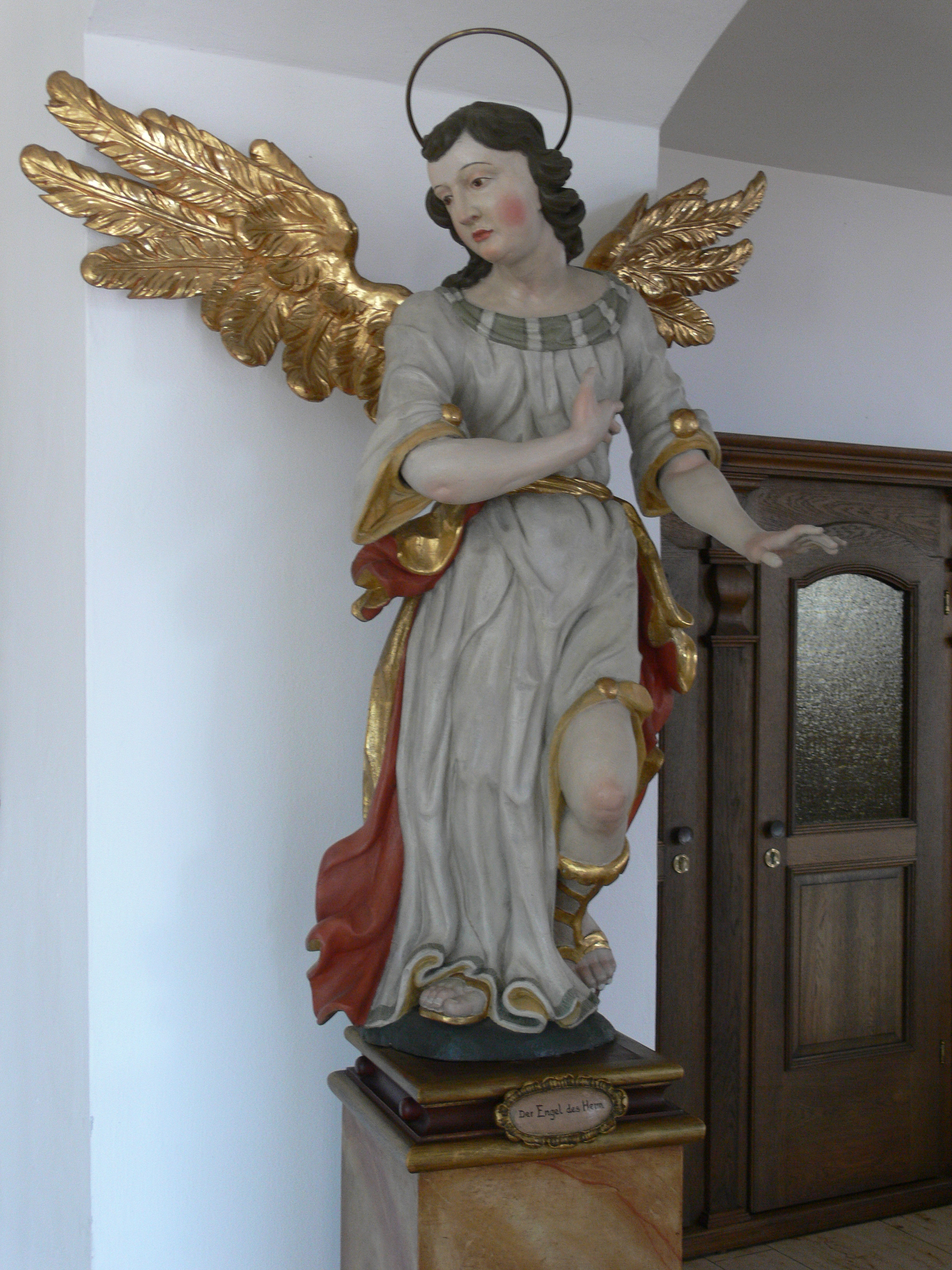
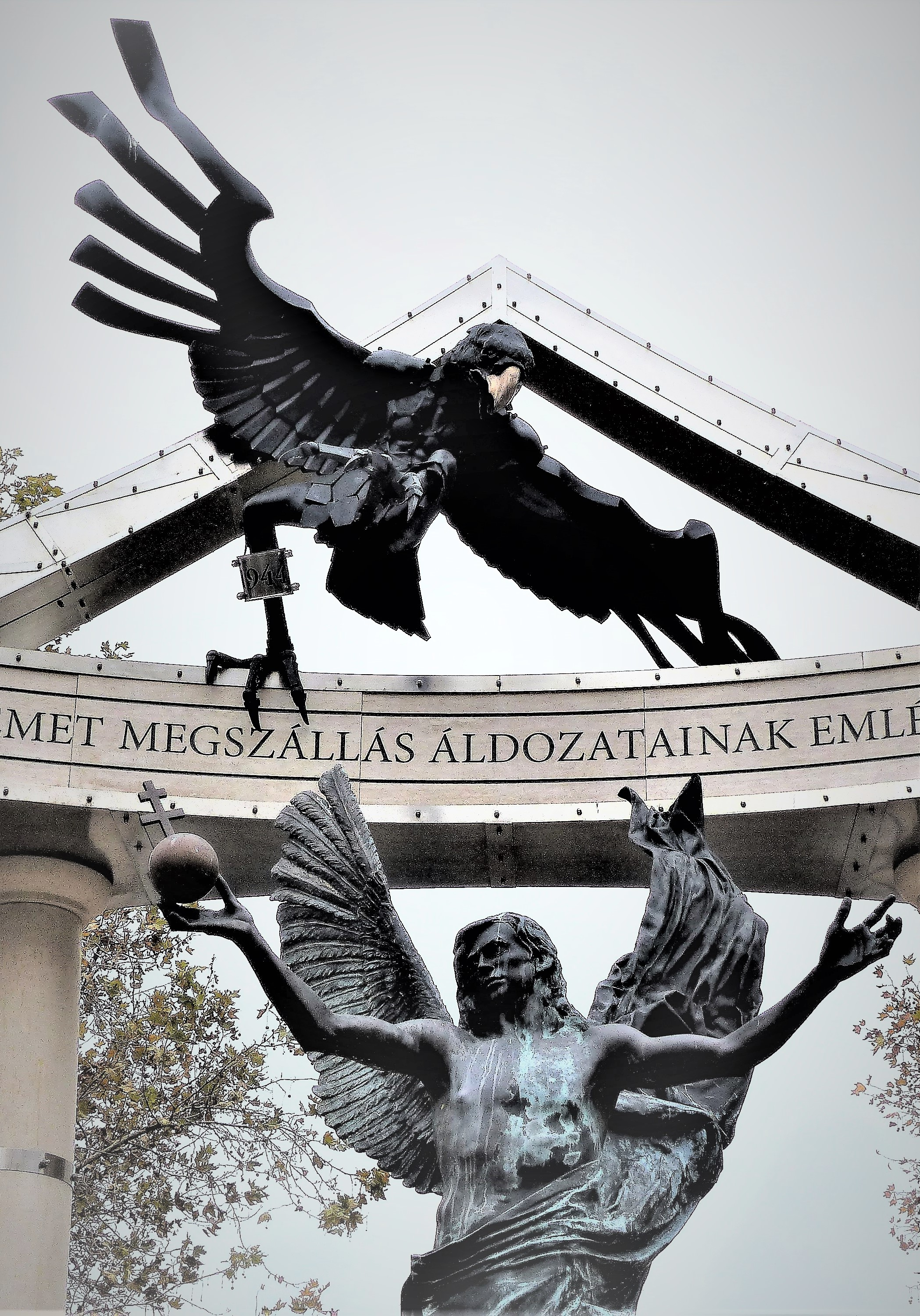
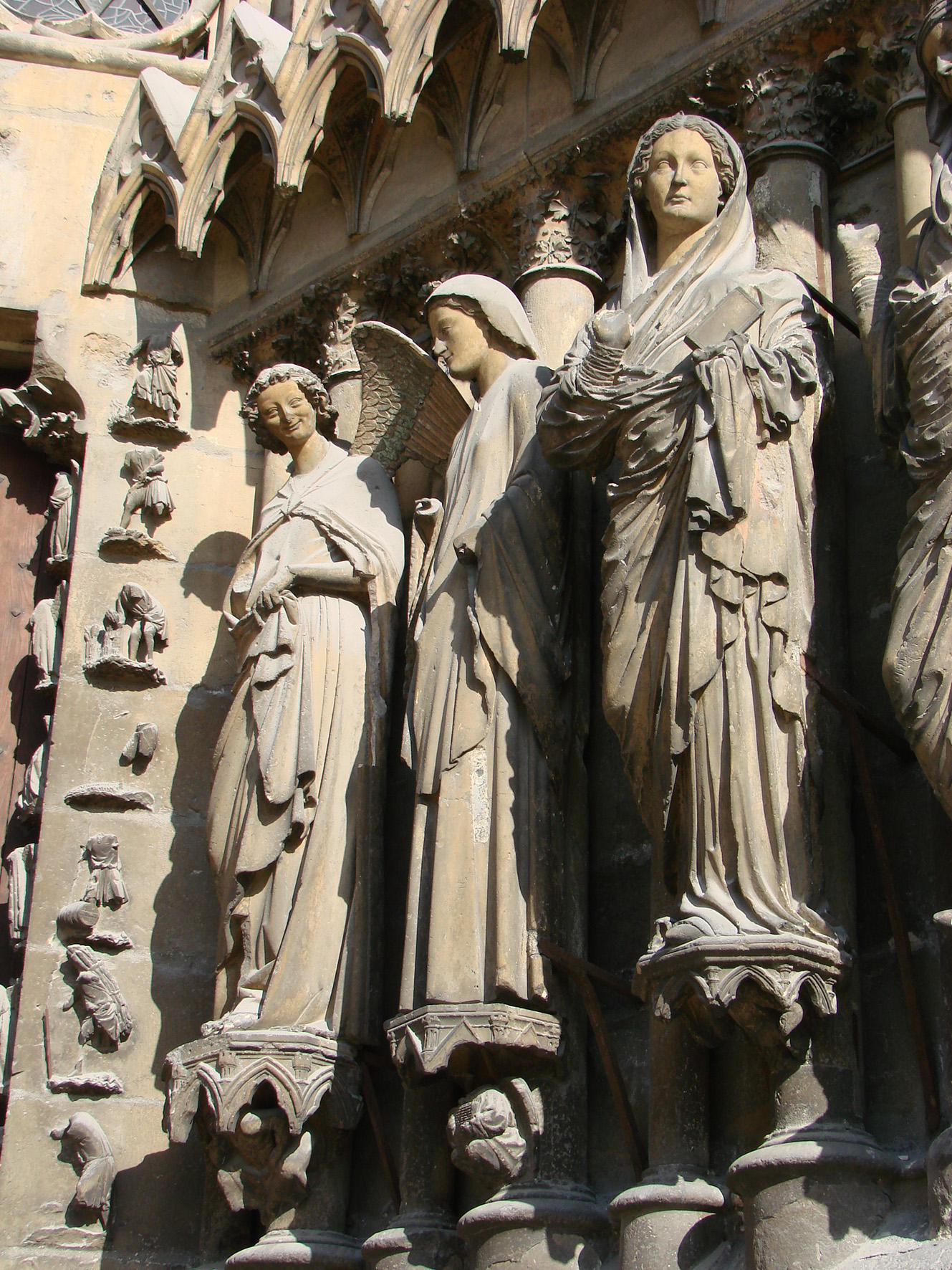
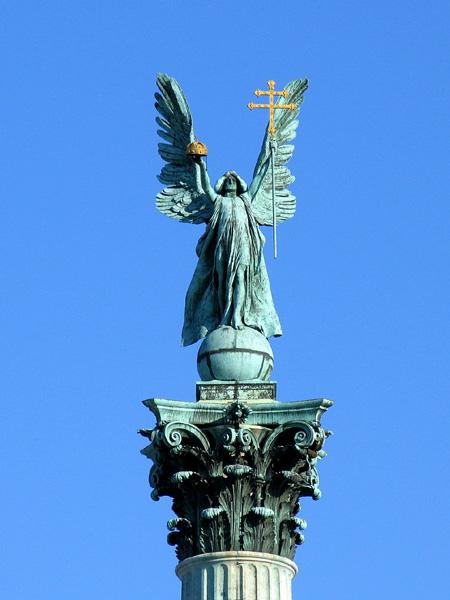